# Amvrosiivka
Amvrosiivka (tiếng Ukraina:) là một thành phố thuộc tỉnh Donetsk, Ukraiana. Thành phố này có diện tích km2 dân số 103.997 người (thời điểm năm).